# Liste der Kulturdenkmale in Tautenhain (Frohburg)
In der Liste der Kulturdenkmale in Tautenhain sind die Kulturdenkmale des Frohburger Ortsteils Tautenhain verzeichnet, die bis Juni 2024 vom Landesamt für Denkmalpflege Sachsen erfasst wurden (ohne archäologische Kulturdenkmale). Die Anmerkungen sind zu beachten.
Diese Aufzählung ist eine Teilmenge der Liste der Kulturdenkmale in Frohburg.

## Tautenhain
| Bild                                    | Bezeichnung | Lage                                   | Datierung | Beschreibung | ID       |
| --------------------------------------- | --- | -------------------------------------- | --- | --- | -------- |
| Weitere Bilder                          | Dorfkirche Tautenhain (Sachgesamtheit) | Am Kirchberg (Karte)                   | 13. Jahrhundert | Sachgesamtheit Dorfkirche Tautenhain, mit den Einzeldenkmalen: Kirche mit Ausstattung, Einfriedungsmauer des Kirchhofs und einigen Grabmale, Gefallenendenkmal 1. Weltkrieg (09256781) sowie dem Kirchhof als Sachgesamtheitsteil; baugeschichtlich, ortsgeschichtlich und ortsbildprägend von Bedeutung, Emporenmalerei von Conrad Felixmüller, mittelalterliche Chorturmkirche. Kirche mit Kirchhof in erhöhter Lage über dem Dorf, Kirchhof mit verputzter Bruchsteinmauer, zwei Wandgrabmale um 1912. | 09303003 |
| Direkt Bild zu diesem Denkmal hochladen | Kirche mit Ausstattung, Einfriedungsmauer des Kirchhofs und einigen Grabmalen, Denkmal für die Gefallenen des Ersten Weltkrieges (Einzeldenkmale der Sachgesamtheit 09303003) | Am Kirchberg (Karte)                   | 13. Jahrhundert (Kirche); um 1560 (Kanzel und Taufe); Anfang 17. Jahrhundert (Empore); 1951/1952 (Brüstungsmalereien) | Einzeldenkmale der Sachgesamtheit Dorfkirche Tautenhain; baugeschichtlich, ortsgeschichtlich und ortsbildprägend von Bedeutung, Emporenmalerei von Conrad Felixmüller, mittelalterliche Chorturmkirche. Kirche mit Kirchhof in erhöhter Lage über dem Dorf, Kirchhof mit verputzter Bruchsteinmauer, zwei Wandgrabmale um 1912. | 09256781 |
| Direkt Bild zu diesem Denkmal hochladen | Stützmauer am Fuße des Kirchberges | Am Kirchberg 1, 2 (vor) (Karte)        | 19. Jahrhundert | Ortsbildprägende Bruchsteinmauer, baugeschichtlich von Bedeutung | 09257280 |
| Direkt Bild zu diesem Denkmal hochladen | Pfarrhaus und Seitengebäude des Pfarrhofes | Am Kirchberg 7 (Karte)                 | Um 1840 | Ortsgeschichtlich von Bedeutung, klassizistisch anmutender Putzbau mit schönem Portal. Pfarrhaus Putzbau mit Porphyrtuffgliederungen, Seitengebäude etwa zeitgleich. | 09257937 |
| Direkt Bild zu diesem Denkmal hochladen | Wasserturm | Am Wasserturm (Karte)                  | 1962 | Stahlbetonbau, technikgeschichtliche, baugeschichtliche und landschaftsgestaltende Bedeutung. Um den wachsenden Trinkwasserbedarf im Raum Leipzig, besonders in Spitzenzeiten, abdecken zu können, beauftrage der VEB Wasserwirtschaft 1962 das VEB Entwurfsbüro für Hochbau II Leipzig mit der Errichtung eines Wasserturmes auf der Anhöhe bei Tautenhain. Für die Ausführung konnte die damals noch in Privatbesitz befindliche Firma Max Pommer aus Leipzig gewonnen werden. Auf Grund der exponierten Lage und des Umstandes, dass es sich um den ersten nach dem Zweiten Weltkrieg zu errichtenden Wasserturm handelte, kam dem Bauprojekt eine große Bedeutung zu. Der Bauherr gab explizit einen modernen, architektonisch anspruchsvollen Entwurf in Auftrag. Der ausgeführte Stahlbetonturm ist 32 Meter hoch. Auf einem sich nach oben leicht konisch öffnenden Schaft sitzt der 400 Tonnen schwere, kegelförmige Wasserbehälter, der 9 Meter hoch ist, 450 m³ fassen kann und dessen Deckplatte im Durchmesser 16 Meter misst. Der Schaft setzt sich innerhalb des Wasserbehälters zylindrisch bis zu einer gläsernen Austrittskanzel auf dem Wasserturm fort. Es handelt sich um einen singulären Experimentalbau, für dessen Errichtung die ausführende Betonbaufirma durch die Deutsche Bauakademie im Zuge des „Planes Wissenschaft und Technik“ unterstützt wurde. Auf Grund mangelnder Rüsttechnik für einen durchgängigen Ortbetonbau wurde der Turm schließlich im Hubverfahren unter Verwendung von vorgefertigten Elementen errichtet. Acht Rippen auf der Innenseite des Turmschaftes dienten als Auflager für die Hubpressen, mit denen zunächst aller 16 cm die Rippen und nach jeweils einem Meter ein an der Baustelle vorbetonierter Schaftring eingesetzt wurden. Der Wasserkegel wurde auf dem vier Meter hohen Anfangsteil des Schaftes vor Ort betoniert und dann von den Pressen Stück für Stück mit nach oben transportiert. Aufgrund des außergewöhnlichen Verfahrens wurde die Errichtung in Fachkreisen mit großer Aufmerksamkeit verfolgt. Der Wasserturm war bereits zu seiner Denkmalausweisung Anfang 2007 nicht mehr in die Wasserversorgung des Landkreises eingebunden. Er befindet sich seit 2011 in Privatbesitz und ist weitgehend im Originalzustand erhalten. Zurzeit dient er als Träger von Mobilfunk- und Internetantennen. Seine Bauweise orientiert sich am 1957 errichteten Svampen in Örebro/Schweden und ist für Sachsen einzigartig. Der Tautenhainer Wasserturm ist deshalb ein technisches Denkmal mit hohem technikgeschichtlichem Wert. | 09300669 |
| Direkt Bild zu diesem Denkmal hochladen | Wandbild in einem Gebäude, ehemals im Kindergarten am Kirchberg 13 | Conrad-Felixmüller-Weg 8 (Karte)       | 1957 | Beispiel der baubezogenen Kunst der 1950er Jahre, Zeugnis des Schaffens von Conrad Felixmüller in dieser Zeit, ortsgeschichtliche, künstlerische und kunstgeschichtliche Bedeutung. Zwei Pferde mit Reiter vor Landschaft, im Vordergrund spielende Kinder mit Hund, im Hintergrund Dorfsilhouette und Pfluggespann, stark bewölkter Himmel, ursprünglich im alten Kindergarten Am Kirchberg 13. Das Wandbild ist ein Werk des Malers Conrad Felixmüller und entstand 1957. Das in Temperafarbe auf Putz ausgeführte Gemälde diente zur Ausschmückung des Speiseraums im alten Tautenhainer Kindergarten, der damals im ehemaligen Armenhaus eingerichtet wurde. Dargestellt ist eine Figurengruppe mit zwei Reitern und laufenden Kindern mit Hund, vor einem weiten Landschaftsausschnitt und stark bewölktem Himmel. 2012–2014 wurde das Wandbild aufgrund des Abrisses des alten Kindergartengebäudes geborgen, restauriert und in einen Kindergartenneubau an anderer Stelle wieder eingebaut. Das Wandbild ist ein Zeugnis für das künstlerische Schaffen Felixmüllers nach dem Zweiten Weltkrieg. Felixmüller war einer der wichtigsten Vertreter der zweiten Generation des Expressionismus, außerdem gilt er als Mitbegründer proletarisch-revolutionärer Kunst in Deutschland. Zudem dokumentiert das Gemälde auch künstlerische Tendenzen der 1950er Jahre im Allgemeinen. Hierdurch erlangt es sowohl künstlerische als auch kunstgeschichtliche Bedeutung. Weiterhin hält es die Erinnerung wach, dass Felixmüller 1944–1961 in Tautenhain wohnte und arbeitete, woraus sich ein ortsgeschichtlicher Aussagewert ergibt. | 09302697 |
| Direkt Bild zu diesem Denkmal hochladen | Wohnstallhaus eines Bauernhofes | Gartenweg 3 (Karte)                    | 1. Hälfte 19. Jahrhundert                                                                                             | Baugeschichtlich von Bedeutung, Fachwerkbau mit Fachwerk-Obergeschoss und Porphyrtuffgewänden | 09256903 |
| Direkt Bild zu diesem Denkmal hochladen | Gasthof Tautenhain | Rosa-Luxemburg-Straße 1 (Karte)        | Mitte 19. Jahrhundert                                                                                                 | Alter Dorfgasthof, ortsgeschichtlich von Bedeutung, prägend am alten Ortseingang. Schlichter langgestreckter, zweigeschossiger Bau mit Krüppelwalmdach und Porphyrtuffgliederungen, Fenster und zwei Türen einflügelig. | 09259848 |
| Direkt Bild zu diesem Denkmal hochladen | Seitengebäude eines Vierseithofes | Rosa-Luxemburg-Straße 3 (Karte)        | Anfang 19. Jahrhundert                                                                                                | Geschichtliche Bedeutung. Zweigeschossig, Erdgeschoss massiv, Obergeschoss teils Fachwerk, teils wohl massiv, Satteldach, ursprünglich vermutlich Altenteil. | 09303358 |
| Direkt Bild zu diesem Denkmal hochladen | Häuslerhaus | Rosa-Luxemburg-Straße 5a (Karte)       | Mitte 19. Jahrhundert                                                                                                 | Sozialgeschichtlich von Bedeutung, Fachwerkbau mit Fachwerk-Obergeschoss | 09259744 |
| Direkt Bild zu diesem Denkmal hochladen | Straßenbrücke über die Kleine Eula | Rosa-Luxemburg-Straße 14 (vor) (Karte) | 19. Jahrhundert | Bau- und verkehrsgeschichtlich von Bedeutung, Bogenbrücke in Bruchstein | 09257034 |
| Direkt Bild zu diesem Denkmal hochladen | Seitengebäude und Scheune eines Vierseithofes | Rosa-Luxemburg-Straße 15 (Karte)       | Mitte 19. Jahrhundert                                                                                                 | Wirtschaftsgeschichtlich von Bedeutung, Scheune in Fachwerk, Stallgebäude mit Porphyrtuffgliederungen. Stallgebäude verputzt, mit Porphyrtuffgliederungen, Scheune mit Fachwerk-Obergeschoss. | 09256383 |
| Direkt Bild zu diesem Denkmal hochladen | Wohnhaus und Seitengebäude eines ehemaligen Dreiseithofes | Rosa-Luxemburg-Straße 16 (Karte)       | 1. Hälfte 19. Jahrhundert                                                                                             | Authentisch erhaltene Hofanlage des frühen 19. Jahrhunderts (Scheune abgebrochen), bau- und wirtschaftsgeschichtlich von Bedeutung. - Wohnhaus: mit Fachwerk-Obergeschoss (?), Giebel straßenseitig verbrettert, Krüppelwalmdach, Erdgeschoss Bruchstein, Fenster und Türgewände Porphyrtuff - Scheune (2005 Scheune gefährdet, Abbruch vor 2008): Lehm/Fachwerk | 09256778 |
| Direkt Bild zu diesem Denkmal hochladen | Ehemalige Schule und Stützmauer am Fuße des Kirchberges | Rosa-Luxemburg-Straße 29 (Karte)       | Anfang 19. Jahrhundert                                                                                                | Ortsbildprägend, ortsgeschichtliche und sozialgeschichtliche Bedeutung, Schulgebäude mit Fachwerk-Obergeschoss, letzter original erhaltener Bau am Kirchberg. Ruinös, Lehmbau auf Bruchsteinsockel, mit Fachwerk-Obergeschoss, auf Bruchstein-Substruktion am Aufgang zur Kirche. | 09257987 |
| Direkt Bild zu diesem Denkmal hochladen | Wohnstallhaus, Seitengebäude und Scheune eines Vierseithofes sowie Toreinfahrt                                                                                                | Rosa-Luxemburg-Straße 54 (Karte)       | Um 1830 | Bau- und wirtschaftsgeschichtlich von Bedeutung, Wohnhaus stattlicher Gründerzeitbau, Drillingsfenster im Giebel straßenbildprägend, Fachwerk-Stallgebäude. Stattliches Wohnstallhaus mit repräsentativer Giebelgestaltung (Serliana), Bruchstein, verputzt, mit Porphyrtuffgliederungen, alter Stall Ganzfachwerk, Toranlage mit Zaunpfosten aus Porphyrtuff. | 09256912 |

## Tabellenlegende
- Bild: Bild des Kulturdenkmals, ggf. zusätzlich mit einem Link zu weiteren Fotos des Kulturdenkmals im Medienarchiv Wikimedia Commons. Wenn man auf das Kamerasymbol klickt, können Fotos zu Kulturdenkmalen aus dieser Liste hochgeladen werden:
- Bezeichnung: Denkmalgeschützte Objekte und ggf. Bauwerksname des Kulturdenkmals
- Lage: Straßenname und Hausnummer oder Flurstücknummer des Kulturdenkmals. Die Grundsortierung der Liste erfolgt nach dieser Adresse. Der Link (Karte) führt zu verschiedenen Kartendiensten mit der Position des Kulturdenkmals. Fehlt dieser Link, wurden die Koordinaten noch nicht eingetragen. Sind diese bekannt, können sie über ein Tool mit einer Kartenansicht einfach nachgetragen werden. In dieser Kartenansicht sind Kulturdenkmale ohne Koordinaten mit einem roten bzw. orangen Marker dargestellt und können durch Verschieben auf die richtige Position in der Karte mit Koordinaten versehen werden. Kulturdenkmale ohne Bild sind an einem blauen bzw. roten Marker erkennbar.
- Datierung: Baubeginn, Fertigstellung, Datum der Erstnennung oder grobe zeitliche Einordnung entsprechend des Eintrags in der sächsischen Denkmaldatenbank
- Beschreibung: Kurzcharakteristik des Kulturdenkmals entsprechend des Eintrags in der sächsischen Denkmaldatenbank, ggf. ergänzt durch die dort nur selten veröffentlichten Erfassungstexte oder zusätzliche Informationen
- ID: Vom Landesamt für Denkmalpflege Sachsen vergebene, das Kulturdenkmal eindeutig identifizierende Objekt-Nummer. Der Link führt zum PDF-Denkmaldokument des Landesamtes für Denkmalpflege Sachsen. Bei ehemaligen Kulturdenkmalen können die Objektnummern unbekannt sein und deshalb fehlen bzw. die Links von aus der Datenbank entfernten Objektnummern ins Leere führen. Ein ggf. vorhandenes Icon  führt zu den Angaben des Kulturdenkmals bei Wikidata.